# Изабела Монфератска
Изабела Палеолог (Монкалво, 7. септембар 1419 — Манта, 1475. године), била је племкиња из Казала, ћерка маркиза Јована Јакова од Монферата и Јоване Савојске.
Стога је била сестра тројице маркиза од Монферата: Јована IV од Монферата, Бонифација III од Монферата и Вилијама VIII од Монферата.

## Породица
Удала се за маркиза Лудовика I од Салуца 7. августа 1435. године, коме је родила деветоро деце:
- Лудовико, гроф од Кармањоле, маркиз од Салуца и вицекраљ Напуља;
- Фридрих (†1481. године), бискуп Карпентраса од 1476. године, до смрти;
- Маргарета (?-1478), која се удала за Жана Ле Батард д'Армагнац де Лескун (†1483. године) 1465. године;
- Ђан Ђакомо (?-1512);
- Антонио (?-Сан Секондо 1482. године), барон д'Антон;
- Карло Доминико († 1510. године), опат Санта Мариа ди Стафарда, Касанова дел Вилар Сан Костанцо ин Салуцо, Сан Пиетро дел'Олмо;
- Бјанка († 1487. године), која се удала за Виталијана II Боромеја (1451 - 1493);
- Амедеа;
- Луиса.